# Ущаповський Андрій Васильович
Андрі́й Васи́льович Ущапо́вський (8 лютого 1982, Коростень, УРСР) — український футболіст та футбольний тренер. Найбільш відомий завдяки виступам у складі овідіопольського «Дністра».

## Життєпис
Андрій Ущаповський народився у Коростені в родині футбольного тренера. Саме батько став провідником Андрія до світу футболу. Хлопець займався в овідіопольській ДЮСШ № 2 та паралельно захищав кольори одеського «Чорноморця» в чемпіонаті ДЮФЛУ. Окрім того, ще під час навчання в академії, залучався до ігор дорослої команди «Дністра», у складі якої став неодноразовим чемпіоном та володарем кубка області, а також переміг у аматорському чемпіонаті України.
Першу гру на професійному рівні провів 17 червня 2001 року в поєдинку першої ліги між бориспільським «Борисфеном» та «Динамо-2», замінивши на 90-й хвилині матчу Олександра Дмитрука. Ця гра стала єдиною появою Ущаповського на полі у формі «Борисфена».
Влітку 2001 року Андрій повернувся до Овідіополя, уклавши угоду з рідним «Дністром». Протягом семи повноцінних сезонів у складі команди Ущаповський відіграв більше 170 матчів у чемпіонаті другої ліги, що є абсолютним рекордом клубу за час його виступів у професійних змаганнях.
Після завершення кар'єри гравця з 2008 по 2016 рік працював дитячим тренером в овідіопольській ДЮСШ № 2. У жовтні 2016 року очолив білоцерківський «Арсенал-Київщину», де працював аж до липня наступного року. З липня 2017 року — помічник головного тренера ФК «Арсенал-Київ».
У вересні 2020 року отримав PRO-диплом УЄФА.

## Сім'я
- Батько — Василь Ущаповський (1955 р.н), український футбольний тренер.